# Кентумски и сатемски језици
Језици индоевропске породице класификовани су у или кентумске језике или сатемске језике према томе како су развијени дорзални сугласници (звукови „к” и „г” типа) реконструисаног праиндоевропског језика. Примјер различитог развоја дат је ријечима за „стотину” које се налазе у потврђеним раним индоевропским језицима. У кентумским језицима, они обично почињу са гласом /k/ (латински centum се изговара са почетним /k/), али у сатемским језицима, они обично почињу са гласом /s/ (пр. satem долази из авестанског језика зороастричких списа).
Табела испод приказује традиционалну реконструкцију дорзалних сугласника праиндоевропског језика, са три низа, али према неким новијим теоријама, можда су постојала само два низа или три низа са различитим изговорима од оних које се традиционално приписују. У кентумским језицима, палатовеларни сугласници, који укључују почетни сугласник коријена ријечи „стотина”, спојени су са јасним веларом. У сатемским језицима, они остају различити и лабиовелари су спојени са јасним веларима.
|                            | *kʷ | *gʷ | *gʷʰ | лабиовелари  | спојени у сатемске језике       |
| спојени у кентумске језике | *k  | *g  | *gʰ  | јасни велари | спојени у сатемске језике       |
| спојени у кентумске језике | *ḱ  | *ǵ  | *ǵʰ  | палатовелари | асибилизовано у сатемске језике |

Подјела на сатемске и кентумске језике формирала је изоглосу у синхроним описима индоевропских језика. Више не постоји мишљење да се праиндоевропски језик прво подијелио на сатемске и кентумске гране из којих би се развили сви сатемски и сви кентумски језици. Таква подјела је нарочито невјероватна открићем да се сатемске група углавном налази на истоку, а кентумска на западу, али се источно од познатих индоевропских огранака, налази тохарски, који је кентумски језик.